# Lobata (São Tomé und Príncipe)
Lobata ist einer von sieben Distrikten von São Tomé und Príncipe und liegt auf der Insel São Tomé. Nach der Bevölkerungszahl ist es der drittgrößte Distrikt. Er umfasst eine Fläche von 105 km², die zum Teil im Parque Natural Obô de São Tomé liegt. Hauptstadt ist Guadalupe.
Der Distrikt umfasst ebenfalls die Insel Ilhéu das Cabras.

## Bevölkerungsentwicklung
- 1940 09.240 Einwohner (15,2 % der Gesamtbevölkerung)
- 1950 08.190 Einwohner (13,6 % der Gesamtbevölkerung)
- 1960 07.875 Einwohner (12,3 % der Gesamtbevölkerung)
- 1970 09.361 Einwohner (12,7 % der Gesamtbevölkerung)
- 1981 11.776 Einwohner (12,2 % der Gesamtbevölkerung)
- 1991 14.173 Einwohner (12,1 % der Gesamtbevölkerung)
- 2001 15.187 Einwohner (11,0 % der Gesamtbevölkerung)
- 2012 19.365 Einwohner (10,8 % der Gesamtbevölkerung)

## Städtepartnerschaften
- Seixal (seit 1994)
- Vila do Conde (in Anbahnung)

## Persönlichkeiten
- Yazaldes Nascimento (* 1986), olympischer são-toméisch-portugiesischer Leichtathlet